# Clessy
Clessy ist eine französische Gemeinde mit 276 Einwohnern (Stand 1. Januar 2022) im Département Saône-et-Loire in der Region Bourgogne-Franche-Comté. Sie gehört zum Arrondissement Charolles und zum Kanton Gueugnon.

## Geographie
Nachbargemeinden von Clessy sind Gueugnon im Nordwesten, Chassy im Nordosten, Saint-Vincent-Bragny im Südosten und Rigny-sur-Arroux im Südwesten.

## Bevölkerungsentwicklung
| Jahr      | 1962 | 1968 | 1975 | 1982 | 1990 | 1999 | 2012 |
| Einwohner | 302  | 319  | 249  | 262  | 281  | 278  | 261  |

## Sehenswürdigkeiten
- Château de Clessy (Privatbesitz)